# Onitis subopacus
Onitis subopacus là một loài bọ cánh cứng trong họ Bọ hung (Scarabaeidae).